# Seule Soromon
Seule Soromon (ur. 14 sierpnia 1984 w Mele, Vanuatu)– vanuacki piłkarz, grający obecnie w nowozelandzkim klubie YoungHeart Manawatu na pozycji napastnika. Jego jedynym sukcesem jest zdobycie tytułu króla strzelców New Zealand Football Championship w sezonie 2009/2010 z 11 bramkami na koncie.